# Kongeriget Sardinien
Kongedømmet Sardinien var igennem mere end fem århundreder en selvstændig stat på øen Sardinien og på fastlandet mod nord, hvor sidstnævnte efterhånden blev det primære tyngdepunkt. Det var ofte kombineret med omfattende territorier andre steder i Europa, såsom Korsika og Savoyen.

## Historie
Før det sardinske monarki blev etableret, var øen inddelt i fire giudicati styret af iudices (dommere, der nogle gange omtalte sig selv som reges, dvs. konger).
Det første kongedømme på øen Sardinien blev skabt af Frederik Barbarossa i 1164. Det var en del af det tysk-romerske rige, selvom pavedømmet også kæmpede for imperiel suzerænitet over Sardinien.
I 1297 grundlagde Pave Bonifatius 8. et nyt kongedømme på Sardinien, som han gav som len til kong Jakob 2. af Aragonien. Kongeriget blev fra 1420 en del af Aragoniens krone. I 1720 ved Freden i Haag, blev kongeriget på øen fusioneret med hertugdømmet Savoyen, med hertugen af Savoyen som ny konge over Kongeriget Sardinien, nu med besiddelser både på øen Sardinien og på fastlandet (Savoyen). Hovedstaden (Torino) lå på fastlandet. Kongeriget indgik i en byttehandel hvor modparten fik Kongedømmet Sicilien. 
I 1860 erobrede Kongeriget Sardinien den midterste og sydlige del af Italien under felttoget De tusindes ekspedition som gjorde at Kongeriget Begge Sicilier blev underlagt. 
I 1861 var det en af de grundlæggende stater i det nye Kongeriget Italien, bl.a. blev den sardinske konge Victor Emanuel II den første konge af Italien. Derefter ophørte Kongeriet Sardinien med at eksistere.

## Territorial udvikling i Italien fra 1796 to 1860
- 1796
- 1859:      Kongeriget Sardinien      Kongeriget Lombardiet-Venetien      Duchies Parma–Modena-Toscana      Kirkestaten      Kongeriget Begge Sicilier
- 1860:      Kongeriget Sardinien      Kongeriget Lombardiet-Venetien      Kirkestaten      Kongeriget Begge Sicilier 
Efter annekteringen af Lombardiet, Storhertugdømmet Toscana, de emilianske fysrstedømmer og Kirkestatens Romagna.
- 1861:      Kongeriget Sardinien      Kongeriget Lombardiet-Venetien      Kirkestaten 
Efter de De tusindes ekspedition.
- maximal udbredelse af Kongeriget Sardinien, 1860.